# Langnasenmanguste
Die Langnasenmanguste (Xenogale naso) ist eine Raubtierart aus der Familie der Mangusten (Herpestidae). Sie ist in ihrer Verbreitung auf den Zentralafrikanischen Regenwaldblock beschränkt. Früher wurde sie zur Gattung Herpestes gerechnet, was aber heute aufgrund von genetischen Analysen abgelehnt wird.

## Merkmale
Die Langnasenmanguste ist eine große, dunkel gefärbte Manguste mit langer Schnauze. Sie erreicht eine Kopf-Rumpf-Länge von 40 bis 61 cm, eine Schwanzlänge von 32 bis 42,5 cm und ein Körpergewicht von 1,9 bis 4,5 kg. Das Deckhaar auf der Oberseite ist schwarzbraun sowie gelblich oder orange gesprenkelt, dazu relativ lang und rau. Die Unterwolle ist graubraun bis orangebraun. Das Fell auf der Bauchseite ist insgesamt heller und dünner. Am Kopf ist das Fell gräulich. Der recht langhaarige Schwanz und die Beine sind schwarz oder bräunlichschwarz. Die Füße tragen lange Krallen sowie angedeutete Schwimmhäute.
| 3 | · | 1 | · | 4 | · | 2 | = 40 |

## Verbreitung

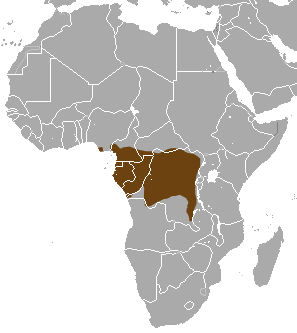
Verbreitungsgebiet der Langnasenmanguste

Das Verbreitungsgebiet der Langnasenmanguste umfasst den gesamten Regenwaldblock Zentralafrikas. Hier findet man sie in Südost-Nigeria, in Kamerun, in der Zentralafrikanischen Republik, in Äquatorialguinea, in Gabun, der Republik Kongo und der Demokratischen Republik Kongo.

## Lebensraum
Die Langnasenmanguste bevorzugt Wälder in der Nähe von Sümpfen, flussnahe Wälder und Flussbetten, kommt aber auch in etwas höher gelegenen Waldgebieten vor. Man hat sie bis in eine Höhe von 640 m nachgewiesen. Eine Studie im Dzanga-Sangha-Gebiet ergab, dass die Langnasenmanguste, die man vorher als seltene Art eingestuft hat, in diesem Gebiet das häufigste Raubtier ist. Die Langnasenmanguste bewohnt hier vor allem etwas höher gelegene Wälder, während das Vorkommen der ähnlichen Sumpfmanguste auf tiefer gelegene Sumpfwälder beschränkt ist. In Flusswäldern überlappen die Habitate beider Arten.

## Lebensweise
Die Nahrung der Langnasenmanguste besteht vor allem aus Arthropoden und Kleinsäugern. Daneben frisst sie auch Früchte, Amphibien, Schlangen, Vögel, Echsen und Fische. Nur selten werden Bestandteile größerer Tiere wie etwa Duckern im Kot der Langnasenmanguste gefunden. Die Art ist vorwiegend tagaktiv. Nachts ruhen die Tiere meist in wechselnden Unterschlüpfen. Langnasenmangusten bewegen sich meist am Erdboden und leben in der Regel als Einzelgänger. Nur selten werden Paare beobachtet. Über das Fortpflanzungsverhalten ist wenig bekannt. Ein Wurf von drei Jungen ist nachgewiesen. Mit etwa sieben Jahren erreichen die Jungen die Größe der ausgewachsenen Tiere.

## Systematik
Die Langnasenmanguste wurde ursprünglich in die Gattung Herpestes eingereiht. Genetische Studien zeigten allerdings eine relativ nahe Verwandtschaft zur Sumpfmanguste, die einer eigenen Gattung Atilax angehört. Mittlerweile wird sie deshalb als einzige Art der Gattung Xenogale behandelt. Ursprünglich wurden drei Unterarten der Langnasenmanguste beschrieben. Diese lassen sich allerdings morphologisch nicht unterscheiden und sind daher nicht akzeptiert.

## Bedrohung und Schutz
Die International Union for Conservation of Nature and Natural Resources (IUCN) stuft die Indische Kurzschwanzmanguste als „nicht gefährdet“ (least concern) ein. Die Art wird teilweise wegen ihres Fleisches vom Menschen bejagt. Im Nigerdelta scheint sie selten zu sein.